# Nordaustralischer Monsun

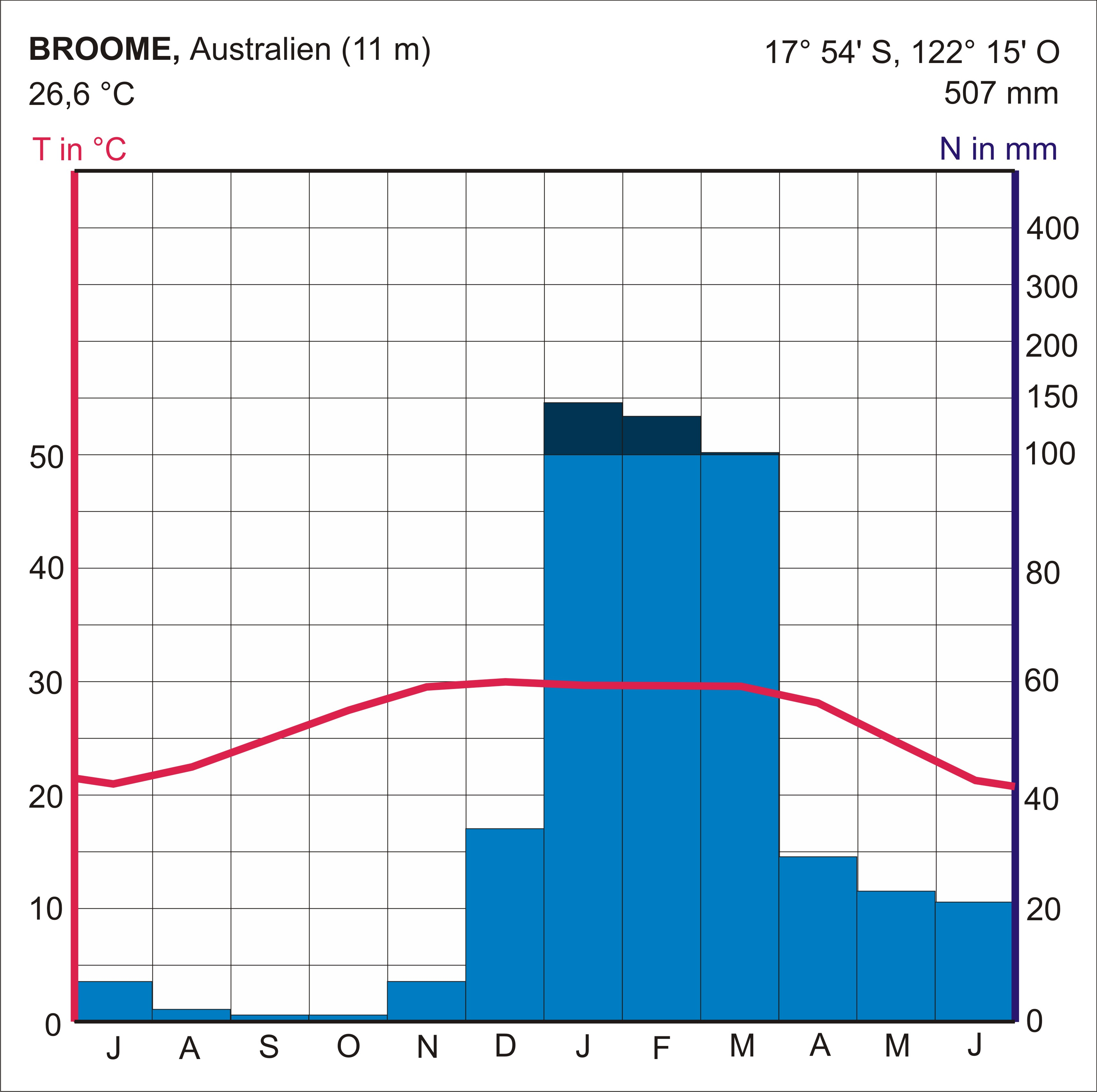
Broome in Nordostaustralien (BSh-Klima nach Köppen: sommerfeuchtes Savannenklima)

Das Nordaustralische Monsunsystem ist eine regionale Ausprägung des Monsuns auf dem australischen Kontinent. Im Verhältnis zu seiner geringen Größe hat Australien eine relativ starke Monsunwirkung, hier spielt die Wechselwirkung mit dem asiatischen Kontinent eine große Rolle.

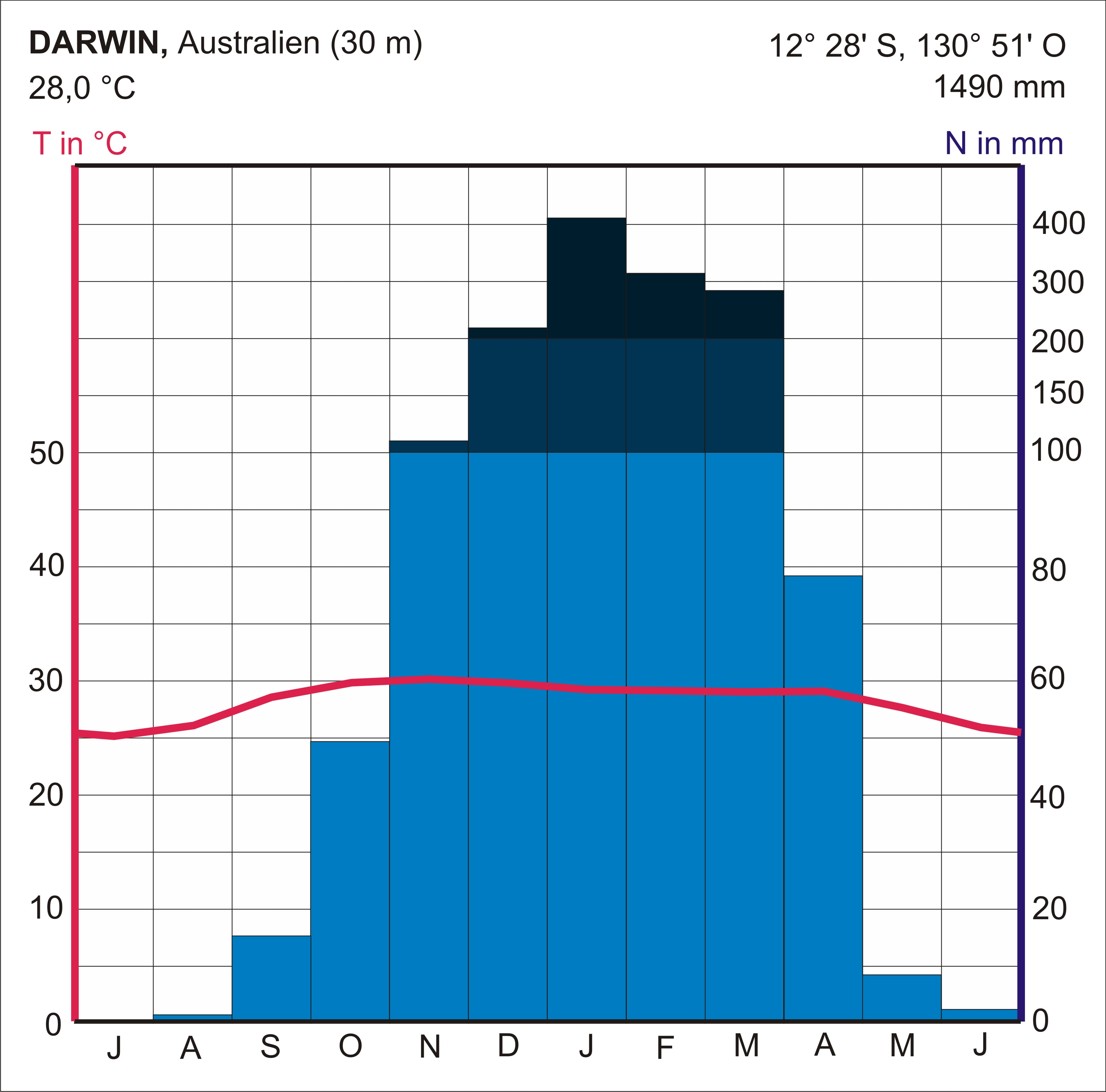
Darwin in Nordaustralien (Aw-Klima nach Köppen: sommerfeuchtes Tropenklima)

Im Südsommer ist in Nordaustralien der Einfluss eines Nordwestmonsuns spürbar. Das Haupthitzegebiet der Erde liegt im Südsommer im Innern Australiens, sodass sich der Kern eines Hitzetiefs über Nordaustralien bildet. Von diesem Tief aus nimmt der Luftdruck bis zum Kältehoch im Innern des asiatischen Kontinents stetig zu. Dadurch wird der über ganz Südasien wehende Nordostpassat über den Äquator hinaus, in Richtung Innertropische Konvergenzzone (ITCZ) über Nordaustralien, gesogen. Auf der Südhalbkugel geht dieser Wind in den, entsprechend der Corioliskraft nach links abgelenkten, Nordwestmonsun über. 
Auf seinem langen Weg über das im Jahresmittel wärmste Meeresgebiet der Erde kann die Luft sich mit reichlich Wasserdampf vollsaugen. Trifft sie dann auf die australische Küste, bringt sie je nach Lage und Höhe der Gebirgskämme üppige Sommerregen. Der Januar ist mit durchschnittlich 400 mm der feuchteste Monat. In Kimberley steigt das Land von der Küste zum Mount Hann in weniger als 100 km auf 776 m an, damit fallen wegen Luveffekten so viele Niederschläge, dass das Erdreich an den Hängen großflächig denudiert und in die Tieflandsavannen gespült wird (siehe Klimadiagramme). Dagegen sorgt das Hitzetief im Outback Australiens für warme und trockene Verhältnisse, besonders im Lee der Gebirge. Die hier herrschenden Tagestemperaturen von teilweise über 40 °C machen das Hinterland Kimberleys zum heißesten Ort der Südhalbkugel.
Im März verlagert sich das Hitzetief wieder auf die Nordhalbkugel und über Nordaustralien bildet sich eine subtropische Hochdruckzelle. Es setzt ein sehr beständig wehender, trockener Südostpassat ein.